# Malaui en los Juegos Olímpicos de Atenas 2004
Malaui estuvo representado en los Juegos Olímpicos de Atenas 2004 por cuatro deportistas, dos hombres y dos mujeres, que compitieron en dos deportes.
El portador de la bandera en la ceremonia de apertura fue el atleta Kondwani Chiwina. El equipo olímpico malauí no obtuvo ninguna medalla en estos Juegos.